# Bahnstrecke Trilport–Bazoches
| Bahnhof Oulchy-Breny laut Metatext vor dem 1. Weltkrieg, doch lassen die Schäden an den Häusern ein späteres Datum vermuten. |                      |                                                               |                                                               |
| |                      |                                                               |                                                               |
| Streckennummer (SNCF): | 072 000              |                                                               |                                                               |
| Kursbuchstrecke (SNCF): | 19 der Région Est    |                                                               |                                                               |
| Streckenlänge: | 74 km                |                                                               |                                                               |
| Spurweite: | 1435 mm (Normalspur) |                                                               |                                                               |
| Maximale Neigung: | 6 ‰                  |                                                               |                                                               |
| Zweigleisigkeit: | ja                   |                                                               |                                                               |
| |                      |                                                               |                                                               |
| \| \| \| Bahnstrecke Paris–Strasbourg von Paris-Est \| \| \| \| 50,2 \| Trilport \| 61 m \| \| \| 52,2 \| Bahnstrecke Paris–Strasbourg nach Strasbourg-Ville \| Bahnstrecke Paris–Strasbourg nach Strasbourg-Ville \| \| \| 56,6 \| Isles-Armentières-Congis \| 63 m \| \| \| 58,7 \| Marne (85 m) \| Marne (85 m) \| \| \| 59,9 \| Lizy-sur-Ourcq \| 56 m \| \| \| 63,4 \| LGV Est européenne \| LGV Est européenne \| \| \| 68,5 \| Crouy-sur-Ourcq \| 59 m \| \| \| ~69,3 \| Seine-et-Marne / Aisne \| Seine-et-Marne / Aisne \| \| \| 72,6 \| Ourcq (29 m) \| Ourcq (29 m) \| \| \| \| Bahnstrecke Ormoy-Villers–Mareuil-sur-Ourcq von Ormoy-Villers \| \| \| \| 73,7 \| Mareuil-sur-Ourcq \| 71 m \| \| \| 76,4 \| Tunnel de la Queue d’Ham (400 m) \| Tunnel de la Queue d’Ham (400 m) \| \| \| 79,8 \| La Ferté-Milon \| 68 m \| \| \| 80,9 \| Ourcq (28 m) \| Ourcq (28 m) \| \| \| 84,3 \| Troënes \| 71 m \| \| \| \| Bahnstrecke Rethondes–La Ferté-Milon von/nach Rethondes \| \| \| \| 87,6 \| Marizy-Sainte-Geneviève \| 78 m \| \| \| 89,8 \| Sucrerie-de-Neuilly \| 78 m \| \| \| 91,7 \| Neuilly-St-Front \| 80 m \| \| \| 94,4 \| Rozet-Saint-Albin \| 83 m \| \| \| ~96,2 \| Werksanschluss SCR-Sibelco \| Werksanschluss SCR-Sibelco \| \| \| 98 \| Oulchy-Breny \| 87 m \| \| \| 101,2 \| Bahnstrecke Château-Thierry–Oulchy-Breny nach Château-Thierry \| Bahnstrecke Château-Thierry–Oulchy-Breny nach Château-Thierry \| \| \| 108 \| Viaduc de Saponay (Ourcq) (66 m) \| Viaduc de Saponay (Ourcq) (66 m) \| \| \| 109,7 \| Fère-en-Tardenois \| 126 m \| \| \| 115,4 \| Loupeigne \| 101 m \| \| \| 121,2 \| Mont-Notre-Dame \| 70 m \| \| \| 123,2 \| Vesle (16 m) \| Vesle (16 m) \| \| \| 124,2 \| Bahnstrecke Soissons–Givet von Soissons \| Bahnstrecke Soissons–Givet von Soissons \| \| \| 124,3 \| Bazoches \| 59 m \| \| \| \| Bahnstrecke Soissons–Givet nach Reims \| \| |                      |                                                               |                                                               |
| Strecke |                      | Bahnstrecke Paris–Strasbourg von Paris-Est                    | Bahnstrecke Paris–Strasbourg von Paris-Est                    |
| Bahnhof | 50,2                 | Trilport                                                      | 61 m                                                          |
| Abzweig geradeaus, nach rechts und ehemals von rechts | 52,2                 | Bahnstrecke Paris–Strasbourg nach Strasbourg-Ville            | Bahnstrecke Paris–Strasbourg nach Strasbourg-Ville            |
| Bahnhof | 56,6                 | Isles-Armentières-Congis                                      | 63 m                                                          |
| Brücke über Wasserlauf | 58,7                 | Marne (85 m)                                                  | Marne (85 m)                                                  |
| Bahnhof | 59,9                 | Lizy-sur-Ourcq                                                | 56 m                                                          |
| Kreuzung rechts | 63,4                 | LGV Est européenne                                            | LGV Est européenne                                            |
| Bahnhof | 68,5                 | Crouy-sur-Ourcq                                               | 59 m                                                          |
| Grenze | ~69,3                | Seine-et-Marne / Aisne                                        | Seine-et-Marne / Aisne                                        |
| Brücke über Wasserlauf | 72,6                 | Ourcq (29 m)                                                  | Ourcq (29 m)                                                  |
| Abzweig geradeaus und ehemals von links |                      | Bahnstrecke Ormoy-Villers–Mareuil-sur-Ourcq von Ormoy-Villers | Bahnstrecke Ormoy-Villers–Mareuil-sur-Ourcq von Ormoy-Villers |
| Bahnhof | 73,7                 | Mareuil-sur-Ourcq                                             | 71 m                                                          |
| Tunnel | 76,4                 | Tunnel de la Queue d’Ham (400 m)                              | Tunnel de la Queue d’Ham (400 m)                              |
| Bahnhof | 79,8                 | La Ferté-Milon                                                | 68 m                                                          |
| Brücke über Wasserlauf | 80,9                 | Ourcq (28 m)                                                  | Ourcq (28 m)                                                  |
| ehemaliger Haltepunkt / Haltestelle | 84,3                 | Troënes                                                       | 71 m                                                          |
| Abzweig geradeaus, ehemals nach links und ehemals von links |                      | Bahnstrecke Rethondes–La Ferté-Milon von/nach Rethondes       | Bahnstrecke Rethondes–La Ferté-Milon von/nach Rethondes       |
| ehemaliger Haltepunkt / Haltestelle | 87,6                 | Marizy-Sainte-Geneviève                                       | 78 m                                                          |
| ehemaliger Haltepunkt / Haltestelle | 89,8                 | Sucrerie-de-Neuilly                                           | 78 m                                                          |
| ehemaliger Bahnhof | 91,7                 | Neuilly-St-Front                                              | 80 m                                                          |
| ehemaliger Haltepunkt / Haltestelle | 94,4                 | Rozet-Saint-Albin                                             | 83 m                                                          |
| Abzweig geradeaus und nach rechts | ~96,2                | Werksanschluss SCR-Sibelco                                    | Werksanschluss SCR-Sibelco                                    |
| ehemaliger Bahnhof | 98                   | Oulchy-Breny                                                  | 87 m                                                          |
| Abzweig geradeaus und ehemals nach rechts | 101,2                | Bahnstrecke Château-Thierry–Oulchy-Breny nach Château-Thierry | Bahnstrecke Château-Thierry–Oulchy-Breny nach Château-Thierry |
| Brücke über Wasserlauf | 108                  | Viaduc de Saponay (Ourcq) (66 m)                              | Viaduc de Saponay (Ourcq) (66 m)                              |
| ehemaliger Bahnhof | 109,7                | Fère-en-Tardenois                                             | 126 m                                                         |
| ehemaliger Bahnhof | 115,4                | Loupeigne                                                     | 101 m                                                         |
| ehemaliger Bahnhof | 121,2                | Mont-Notre-Dame                                               | 70 m                                                          |
| Brücke über Wasserlauf | 123,2                | Vesle (16 m)                                                  | Vesle (16 m)                                                  |
| Abzweig geradeaus und von links | 124,2                | Bahnstrecke Soissons–Givet von Soissons                       | Bahnstrecke Soissons–Givet von Soissons                       |
| ehemaliger Bahnhof | 124,3                | Bazoches                                                      | 59 m                                                          |
| Strecke |                      | Bahnstrecke Soissons–Givet nach Reims                         | Bahnstrecke Soissons–Givet nach Reims                         |

Die Bahnstrecke Trilport–Bazoches ist eine normalspurige, doppelgleisige, nicht elektrifizierte Eisenbahnstrecke in Nordfrankreich. Sie stellt eine Verbindung her zwischen der Bahnstrecke Paris–Straßburg im Südwesten mit der zu dieser parallel nördlich verlaufenden Bahnstrecke Soissons–Givet.
Auf dem Weg nach Reims oder Charleville-Mézières stellte sich eine deutlich verkürzte Reisezeit gegenüber der Route über Soissons dar, die seit 1862 bestand, also bereits 15 Jahre zuvor in Betrieb genommen wurde. Mit der Elektrifizierung und weiterer Ertüchtigungen wie der Signaltechnik der 30 km kurzen Stichbahn Épernay–Reims, die in den Jahren 1961/62 erfolgte, verlor diese Strecke jedoch wieder an Bedeutung.

## Geschichte
Zu den umfangreichen Bahn-Bauvorhaben im Rahmen des Plan Freycinets zwischen verlorenem Deutsch-Französischen und Ersten Weltkriegs gehörte auch die Bewilligung dieser als militärisch relevant angesehener Bahnstrecke. In dieser 161 Bahnstrecken aufzählenden Liste ist sie unter Nummer 9 geführt.
Die Strecke wurde im Januar 1883 genehmigt, am 11. Juni an die Chemins de fer de l’Est konzessioniert und am 20. November des gleichen Jahres wurde der Bau bewilligt. Die Fertigstellung und Eröffnung erfolgte in drei Etappen: Trilport–La-Ferté-Milon am 1. Juni 1894, von La Ferté-Milon–Oulchy-Breny am 21. November 1885 (als Verlängerung zur Bahnstrecke Château-Thierry–Oulchy-Breny) und von Oulchy-Breny nach Bazoches am 1. Juni 1894. Die Kilometrierung der Strecke erfolgt vom Nullpunkt am Bahnhof Paris-Nord.

## Streckenverlauf
Östlich von Trilport im Tal der Marne wird am Höhenrücken einer abgekürzten Flussschleife von der Magistrale Paris–Strasbourg nordwärts ausgefädelt und bei Mary-sur-Marne unter Querung des Flusses in das Tal des dort mündenden Ourcq und ihrem begleitenden Canal de l’Ourcq eingefahren. Mäandrierungen kürzt die Trassierung im gesamten Verlauf möglichst geradlinig ab und bei La Ferté-Milon wendet sich die Strecke mit dem Flusslauf ostwärts. Bei Fère-en-Tardenois wendet die Trasse sich nordwärts, um ins Gewässerrevier der Vesle überzuwechseln, wo sie bei Bazoches-sur-Vesles in die Bahnstrecke Soissons–Givet Richtung Reims einfädelt.

## Betrieb
Der Fahrplan ist auf ein bis zwei Fahrten täglich ausgedünnt. Zusätzlich verkehren wenige Busse des Öffentlichen Nahverkehrs. Sonntags gibt es nur eine einzige Busverbindung je Richtung. An anderer Stelle ist von täglich 2700 Fahrgästen die Rede, die eine Elektrifizierung der Strecke, wie sie von einigen Lokalpolitikern gefordert wird, nicht lohnen.